# Aloe affinis
Aloe affinis (укр. Алое афініс, Алое споріднене)  — сукулентна рослина роду алое.

## Етимологія
Видова назва походить від лат. affinis — споріднені, через схожість з Aloe zebrina, хоча Aloe affinis не ближче до нього, ніж до будь-якого іншого алое, покритого плямами.

## Морфологічні ознаки
Як правило, поодинокі, великі розетки до 75 см в діаметрі без черешка або на дуже коротких стеблах. Листя темно-зелені з багатьма дрібними білими лініями, паралельними його осі. На ребрах листя вкриті шипами від жовтого до світло-коричневого кольору. Кожна розетка може дати кілька розгалужених суцвіть, і кожне суцвіття може мати від п'яти до десяти циліндричних китиць з квітами, які варіюються за кольором від темно-червоного до рожевого.

## Місця зростання
Південно-Африканська Республіка — Гаутенг, Лімпопо, Мпумаланга. Свазиленд. Росте на висоті 1200—2000 м над рівнем моря на кам'янистих схилах і на пасовищах з легкими морозами в зимовий період.

## Умови зростання
Мінімальна температура — + 10 °C. Надає перевагу сонячним місцям або легкій тіні. Посухостійка рослина. Потребує регулярного поливу влітку та дуже мало води в зимовий період.

## Охоронний статус
Цей вид втратив великі ділянки проживання через лісові насадження, проте, скорочення популяції в результаті втрати місця існування відбулося протягом періоду більше трьох поколінь, і припинилося. Цей вид все ще широко поширений і не відповідає будь-яким іншим критеріям для категорії загрозливого.
У Червоному списку рослин Південної Африки (англ. Red List of South African Plants) Aloe aculeata занесено до категорії видів з найменшим ризиком (англ. Least Concern (LC)).
Зростає на природоохоронних територіях Blyde River Canyon Nature Reserve і Ohrigstad Dam Nature Reserve.